# السنغال للطيران
السنغال للطيران (بالفرنسية: Air Senegal)‏ هي شركة الطيران الوطنية في السنغال، تتخذ من مطار بليز دياغني الدولي في داكار مركزاً لعملياتها.

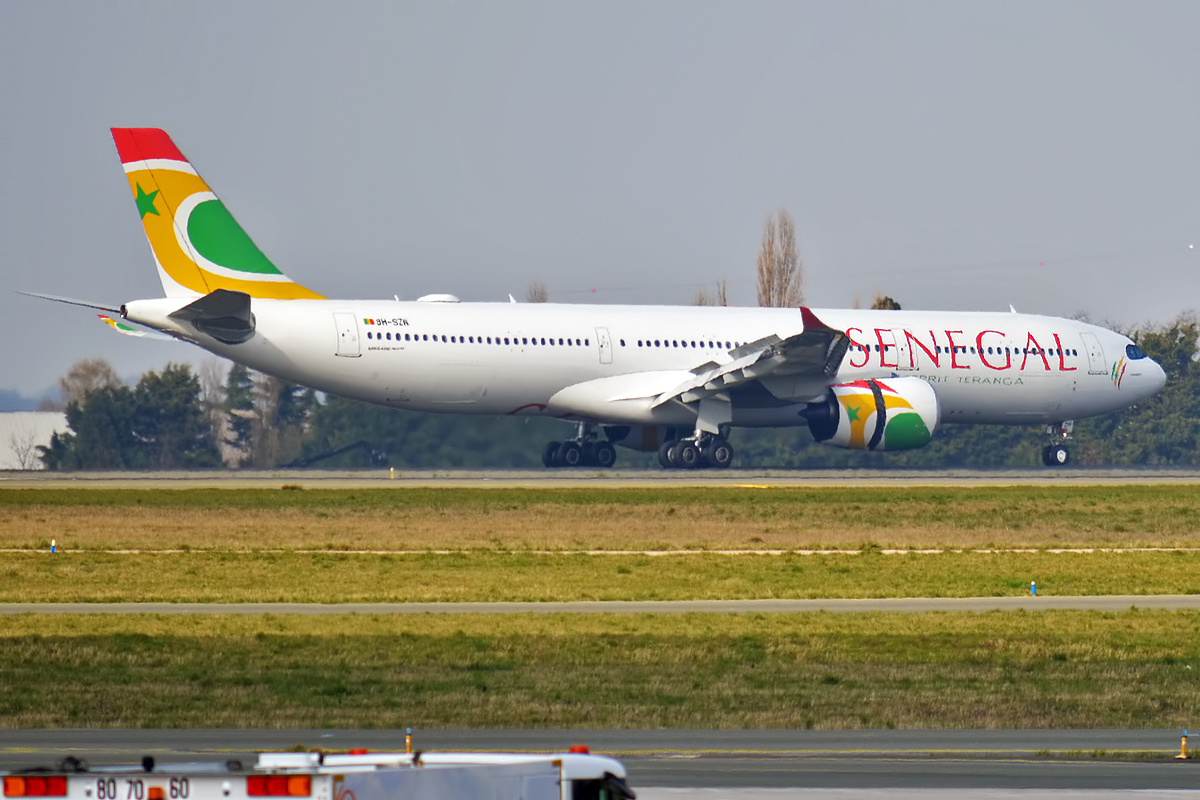
طائرة الخطوط الجوية السنغالية من طراز إيرباص إيه 330

## تاريخ
أنشئت الشركة في سنة 2017، لتعويض الخطوط الجوية السنغالية التي أوقفت عملياتها بسبب كثرة الديون المتراكمة.
مع نهاية سنة 2020، حصلت الشركة على أول طائرة من طراز إيرباص إيه 321، وطائرة أخرى من نفس الطراز في فبراير 2021 مما سمح للشركة بفتح خطوط جوية لوجهات جديدة.
خلال سنة 2021، أقدمت السنغال للطيران على خطوة مهمة في مسار نمو الشركة الطيران بعد أن أعلنت عن خططها لإطلاق رحلات جوية إلى الولايات المتحدة لأول مرة. حيث ستعمل الشركة على استخدام طائرة من طراز إيرباص إيه 330 نيو للقيام برحلات جوية من داكار إلى نيويورك وواشنطون، وهو ما سيعزز الروابط الاقتصادية والاجتماعية والثقافية بين الولايات المتحدة والسنغال.

## الأسطول
| نوع الطائرة        | في الخدمة | الطلبيات |
| ------------------ | --------- | -------- |
| إيه تي آر 72       | 2         |          |
| إيرباص إيه 319     | 2         |          |
| إيرباص إيه 321     | 2         |          |
| إيرباص إيه 330 نيو | 2         |          |
| المجموع            | 8         |          |